# Golf aux Jeux olympiques d'été de 2020
Navigation
Rio de Janeiro 2016 Paris 2024
Les épreuves de golf aux Jeux olympiques d'été de 2020 se tiennent sur les terrains du Kasumigaseki Country Club de Kawagoe dans la préfecture de Saitama, au Japon. Initialement prévu du 30 juillet au 8 août 2020, les épreuves subissent le report des Jeux en 2021 en raison de la pandémie de Covid-19 et sont reprogrammées du 29 juillet au 7 août 2021. Il s'agit de la quatrième apparition du golf au programme des Jeux olympiques d'été, la deuxième consécutive depuis sa réintégration en 2016 à Rio de Janeiro.
La compétition se compose de deux tournois en stroke-play, un masculin et un féminin, se tenant sur quatre jours et voit s'affronter 120 athlètes (60 hommes et 60 femmes).

## Organisation

### Site de la compétition

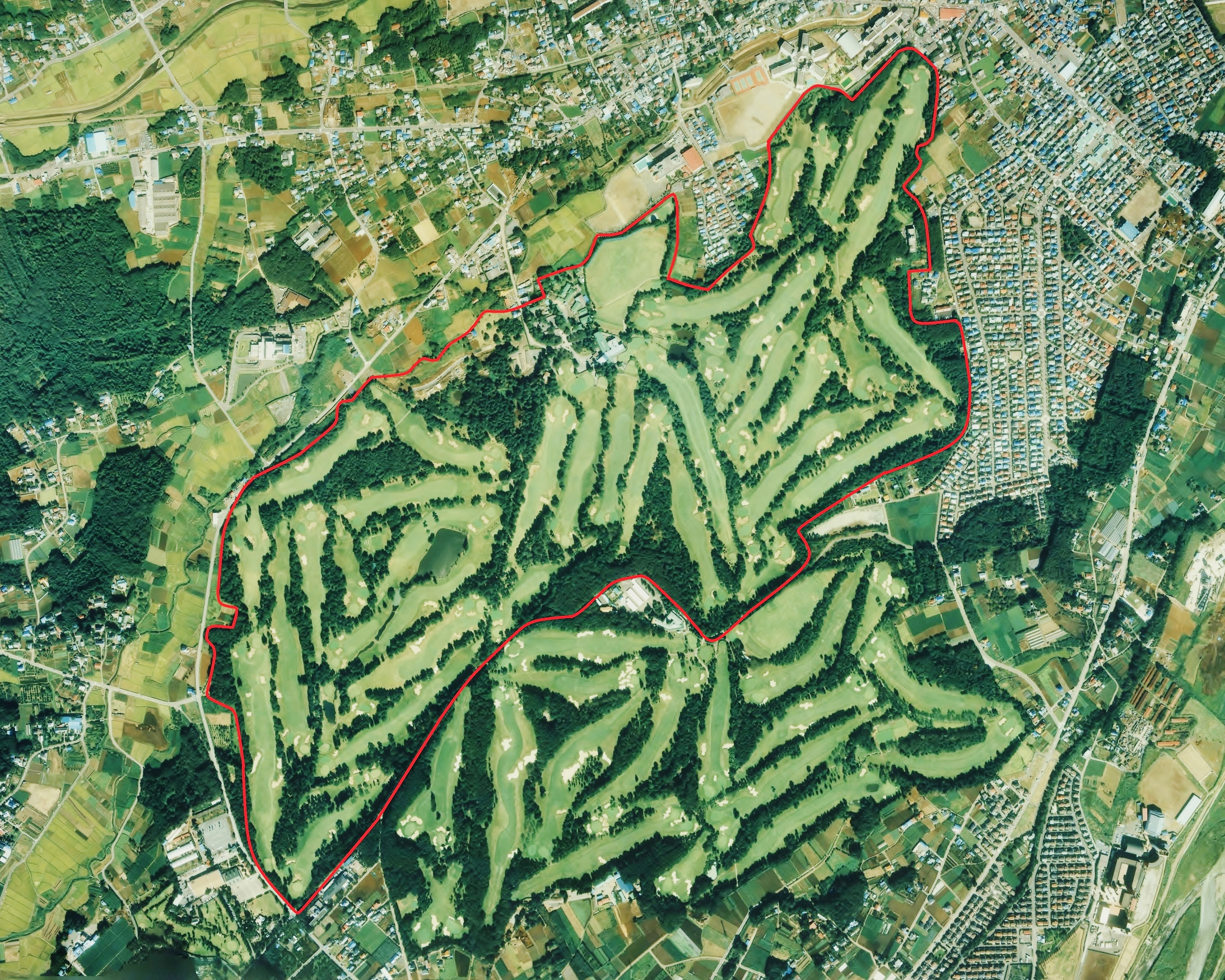
Vue aérienne du terrain de golf du Kasumigaseki Country Club.

Les épreuves masculine et féminine de golf se déroulent au Kasumigaseki Country Club, club de golf situé dans la ville de Kawagoe dans la préfecture de Saitama à une soixante de kilomètres au Nord de Tokyo. Le parcours de Kasumigaseki a été ouvert en 1929 et a été brièvement repris après la Seconde Guerre mondiale par les forces américaines. Ce site a accueilli la Canada cup en 1957.
Les Jeux olympiques se dérouleront sur le parcours Est, qui a été étendu à 7 466 yards avec le cinquième trou de 640 yards. Une partie du parcours Ouest sera transformée en terrain d’entraînement pour les Jeux olympiques.

#### Polémique sur la politique sexiste du Kasumigaseki Country Club
En janvier 2017, une polémique survient quant au choix du Kasumigaeseki Country Club pour accueillir les compétitions de golf en raison de la présence de dispositions sexistes et discriminatoires dans le règlement du club. En effet, celui-ci prévoit que les femmes ne peuvent pas devenir membres à part entière du club et que l’accès au parcours leur est interdit le dimanche. Le Kasumigaeseki Country Club fait partie des rares clubs excluant les femmes de ses adhérents à l’instar du club écossais de Muirfield. Yuriko Koike, première femme à occuper la fonction de gouverneur de Toyko, a déclaré qu’elle était « très embarrassée de savoir que des femmes ne puissent pas, à notre époque, être membres à part entière d’un club de golf ».
En réaction, le Comité international olympique, par l’intermédiaire de son vice-président John Coates, a imposé un ‘’ultimatum’’ à la direction du club pour que le règlement évolue à défaut de quoi l’organisation des compétitions olympiques de golf lui sera retirée. Dès le mois de mars 2017 et seulement une semaine après que le club écossais de Muirfield en a fait de même, le club privé s’exécute et autorise dorénavant les femmes à devenir membre.

### Calendrier
L'épreuve masculine se déroule du 29 juillet au 1er août et l'épreuve féminine du 4 au 7 août 2021.
| M1 | Manche 1 | M2 | Manche 2 | M3 | Manche 3 | M4 | Manche 4 |

| Date →                | 29 | 30 | 31 | 1  | 2 | 3 | 4  | 5  | 6  | 7  |
| Épreuve ↓             | 29 | 30 | 31 | 1  | 2 | 3 | 4  | 5  | 6  | 7  |
| --------------------- | -- | -- | -- | -- | - | - | -- | -- | -- | -- |
| Compétition masculine | M1 | M2 | M3 | M4 |   |   |    |    |    |    |
| Compétition féminine  |    |    |    |    |   |   | M1 | M2 | M3 | M4 |

## Participation

### Critères de qualification
Comme lors des Jeux de Rio en 2016, un quota de 120 athlètes, 60 hommes et 60 femmes, a été imposé par le CIO pour les compétitions de golf. La qualification s'effectue par l'intermédiaire du classement mondial établi par la Fédération internationale de golf le 21 juin 2021 pour les hommes et le 28 juin 2021 pour les femmes. Les quinze meilleurs joueurs et joueuses à la fin de la période de qualification seront éligibles à une qualification olympique, avec une limite de quatre joueurs par pays. Au-delà du top 15, les joueurs seront éligibles sur la base du classement mondial, avec un maximum de deux joueurs par pays non encore représenté. Le pays hôte se verra garantir une place, tout comme chacun des cinq continents.

### Participants

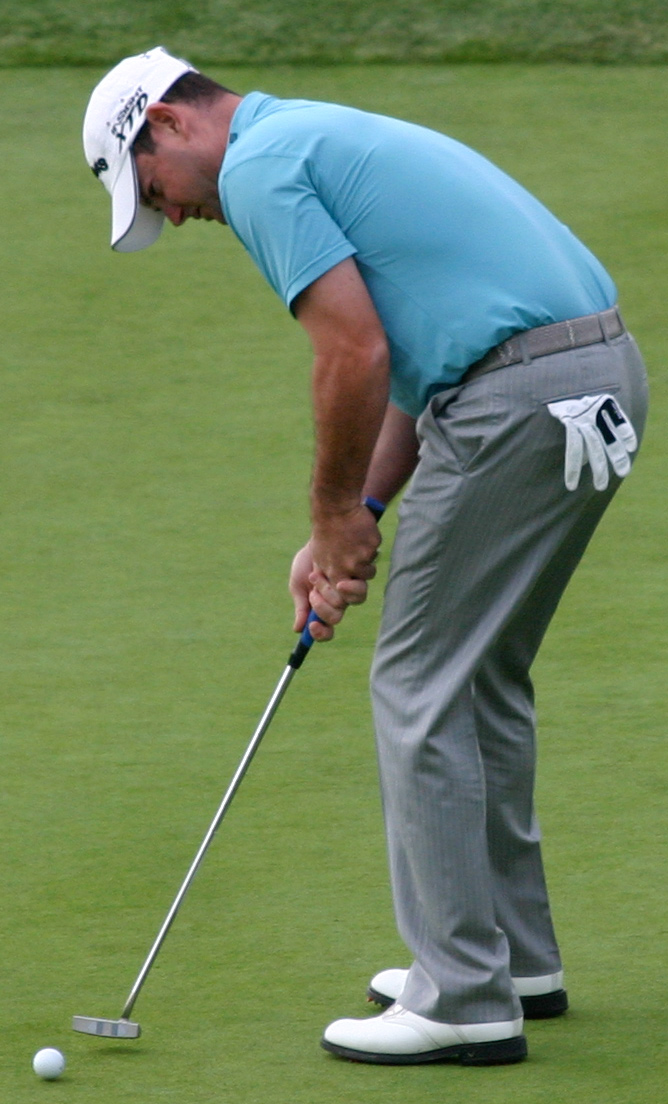
Le Slovaque Rory Sabbatini (ici en 2008), âgé de 45 ans, est le golfeur le plus âgé du tournoi.

120 athlètes sont initialement engagés, 60 hommes et 60 femmes, issus de 41 fédérations affiliées au Comité international olympique. Ce sont les États-Unis qui présentent la délégation la plus nombreuse, avec huit athlètes, devant la Corée du Sud (6) et douze autres nations qui envoient quatre athlètes, dont notamment l'Australie, le Canada, la France, la Grande-Bretagne et le Japon.
Les athlètes les plus jeunes sont la Slovène Pia Babnik, âgée de 17 ans et le Danois Rasmus Højgaard, âgé pour sa part de 20 ans. Les plus âgés sont la Canadienne Alena Sharp, âgée de 40 ans, et le Slovaque Rory Sabbatini, âgé de 45 ans. Tandis que près de la moitié des participantes (29) été déjà présentes au tournoi de Rio, seulement huit golfeurs connaissent leur deuxième participation à des Jeux olympiques d'été.
- Afrique du Sud (3)
- Allemagne (4)
- Argentine (1)
- Australie (4)
- Autriche (3)
- Belgique (3)
- Canada (4)
- Chili (2)
- Colombie (2)
- Corée du Sud (6)
- Danemark (4)
- Équateur (1)
- Espagne (4)
- États-Unis (8)
- Finlande (4)
- France (4)
- Grande-Bretagne (4)
- Hong Kong (1)
- Inde (3)
- Irlande (4)
- Italie (4)
- Japon (4)
- Malaisie (2)
- Maroc (1)
- Mexique (4)
- Norvège (4)
- Nouvelle-Zélande (2)
- Paraguay (1)
- Philippines (3)
- Pays-Bas (1)
- Pologne (1)
- Porto Rico (2)
- Slovaquie (1)
- Slovénie (1)
- Suède (4)
- Suisse (1)
- Taipei chinois (3)
- Tchéquie (2)
- Thaïlande (4)
- Venezuela (1)
- Zimbabwe (1)

En mars 2021, alors qu'il est numéro 1 mondial, l'Américain Dustin Johnson annonce son forfait, préférant se consacrer entièrement aux tournois du PGA Tour. Il déclare : « Je n'ai jamais vraiment décidé si j'allais jouer ou pas [aux Jeux de Tokyo au Japon]. Je ne me suis simplement pas inscrit. ». Déjà qualifié pour les Jeux de Rio de Janeiro en 2016, il avait cependant décliné sa participation, en raison, des inquiétudes liées au virus Zika, répandu en Amérique et au Brésil en 2016. Pas moins de quinze autres golfeurs qualifiés pour les Jeux ont décliné l'inviation :
- Rafael Cabrera-Bello (140)[9]
- Matthew Fitzpatrick (21)[10]
- Sergio García Fernández (48)[9],[11]
- Emiliano Grillo (74)[12]
- Tyrrell Hatton (11)[11]
- Stephan Jäger (114)[13]
- Martin Kaymer (99)[14]
- Danny Lee (191)[15]
- Louis Oosthuizen (12)[11]
- Victor Perez (37)[16]
- Adam Scott (41)[17]
- Camilo Villegas (225)[18]
- Lee Westwood (27)[10]
- Bernd Wiesberger (54)[19]

Chez les dames, seulement cinq golfeuses initialement qualifiées pour le tournoi olympique préférent y renoncer. Il s'agit des Britanniques Georgia Hall et Charley Hull, de la Sud-africaine Lee-Anne Pace et de la Suissesse Morgane Métraux.

## Compétition

### Format de l'épreuve
Pour cette édition, les épreuves de golf sont disputées au cours d'un tournoi en stroke-play jouées sur 72 trous (un parcours de 18 trous joués 4 jours consécutifs). Le compétiteur qui finit avec le plus petit nombre de coups à la fin des 4 journées remporte la médaille d'or. En cas d'égalité pour les première, deuxième et troisième places, un play-off (barrage) en trois trous décidera des médaillés. Il n'y a pas de cut à l'issue des deux premières journées.

### Épreuve masculine

#### Classement final
| Rang                                | Athlète           | Nationalité     | Manche 1 | Manche 1 | Manche 2 | Manche 2 | Manche 3 | Manche 3 | Manche 4 | Manche 4 | Par       |
| Rang                                | Athlète           | Nationalité     | Points   | Rang     | Points   | Rang     | Points   | Rang     | Points   | Rang     | Par       |
| ----------------------------------- | ----------------- | --------------- | -------- | -------- | -------- | -------- | -------- | -------- | -------- | -------- | --------- |
| Médaille d'or, Jeux olympiques      | Xander Schauffele | États-Unis      | 68       | 12e      | 63       | 1er      | 68       | 1er      | 67       | 1er      | 266 (-18) |
| Médaille d'argent, Jeux olympiques  | Rory Sabbatini    | Slovaquie       | 69       | 20e      | 67       | 11e      | 70       | 17e      | 61       | 2e       | 267 (-17) |
| Médaille de bronze, Jeux olympiques | Pan Cheng-tsung   | Taipei chinois  | 74       | 57e      | 66       | 34e      | 66       | 17e      | 63       | 3e       | 269 (-15) |
| 4                                   | Paul Casey        | Grande-Bretagne | 67       | 8e       | 68       | 7e       | 66       | 3e       | 68       | 3e       | 269 (-15) |
| 4                                   | Hideki Matsuyama  | Japon           | 69       | 20e      | 64       | 3e       | 67       | 2e       | 69       | 3e       | 269 (-15) |
| 4                                   | Rory McIlroy      | Irlande         | 69       | 20e      | 66       | 7e       | 67       | 5e       | 67       | 3e       | 269 (-15) |
| 4                                   | Collin Morikawa   | États-Unis      | 69       | 20e      | 70       | 24e      | 67       | 17e      | 63       | 3e       | 269 (-15) |
| 4                                   | Sebastián Muñoz   | Colombie        | 67       | 8e       | 69       | 11e      | 66       | 5e       | 67       | 3e       | 269 (-15) |
| 4                                   | Mito Pereira      | Chili           | 69       | 20e      | 65       | 4e       | 68       | 5e       | 67       | 3e       | 269 (-15) |
| 10                                  | Joaquín Niemann   | Chili           | 70       | 31e      | 69       | 24e      | 66       | 14e      | 65       | 10e      | 270 (-14) |
| 10                                  | Cameron Smith     | Australie       | 71       | 41e      | 67       | 20e      | 66       | 11e      | 66       | 10e      | 270 (-14) |
| 10                                  | Sepp Straka       | Autriche        | 63       | 1er      | 71       | 4e       | 68       | 5e       | 68       | 10e      | 270 (-14) |

#### Play-off pour la médaille de bronze
Pan Cheng-tsung, Paul Casey, Hideki Matsuyama, Rory McIlroy, Collin Morikawa, Sebastián Muñoz et Mito Pereira ont dû disputer des play-offs pour l'attribution de la médaille de bronze, étant tous les sept à égalité à la troisième place après la manche 4. Ils consistent à disputer autant de trous que nécessaires pour éliminer les joueurs ne réalisant pas le par.
| Rang | Athlète          | Nationalité     | Trou 18 | Trou 10 | Trou 11 | Trou 18 |
| Par  | Par              | Par             | 4       | 3       | 4       | 4       |
| ---- | ---------------- | --------------- | ------- | ------- | ------- | ------- |
| 3    | Pan Cheng-tsung  | Taipei chinois  | 4       | 3       | 3       | 4       |
| 4    | Collin Morikawa  | États-Unis      | 4       | 3       | 3       | x       |
| 4    | Mito Pereira     | Chili           | 4       | 3       | 4       | x       |
| 4    | Rory McIlroy     | Irlande         | 4       | 3       | 4       | x       |
| 4    | Sebastián Muñoz  | Colombie        | 4       | 3       | x       | Éliminé |
| 4    | Hideki Matsuyama | Japon           | x       | Éliminé | Éliminé | Éliminé |
| 4    | Paul Casey       | Grande-Bretagne | x       | Éliminé | Éliminé | Éliminé |

### Épreuve féminine

#### Classement final
| Rang                                | Athlète                 | Nationalité      | Manche 1 | Manche 1 | Manche 2 | Manche 2 | Manche 3 | Manche 3 | Manche 4 | Manche 4 | Par |
| Rang                                | Athlète                 | Nationalité      | Points   | Rang     | Points   | Rang     | Points   | Rang     | Points   | Rang     | Par |
| ----------------------------------- | ----------------------- | ---------------- | -------- | -------- | -------- | -------- | -------- | -------- | -------- | -------- | --- |
| Médaille d'or, Jeux olympiques      | Nelly Korda             | États-Unis       | 67       | 2e       | 62       | 1re      | 69       | 16e      | 69       | 26e      | -17 |
| Médaille d'argent, Jeux olympiques  | Mone Inami              | Japon            | 70       | 16e      | 65       | 5e       | 68       | 8e       | 65       | 5e       | -16 |
| Médaille de bronze, Jeux olympiques | Lydia Ko                | Nouvelle-Zélande | 70       | 17e      | 67       | 11e      | 66       | 2e       | 65       | 3e       | -16 |
| 4                                   | Aditi Ashok             | Inde             | 67       | 3e       | 66       | 7e       | 69       | 9e       | 68       | 15e      | -15 |
| 5                                   | Hannah Green            | Australie        | 71       | 23e      | 65       | 6e       | 67       | 3e       | 68       | 14e      | -13 |
| 5                                   | Emily Kristine Pedersen | Danemark         | 70       | 18e      | 63       | 2e       | 70       | 27e      | 68       | 20e      | -13 |
| 7                                   | Stephanie Meadow        | Irlande          | 72       | 36e      | 66       | 9e       | 68       | 10e      | 66       | 7e       | -12 |
| 8                                   | Shanshan Feng           | Chine            | 74       | 47e      | 64       | 4e       | 68       | 7e       | 67       | 9e       | -11 |

#### Play-off pour la médaille d'argent
Mone Inami et Lydia Ko ont dû disputer des play-offs pour l'attribution de la médaille d'argent, étant toutes deux à égalité à la deuxième place après la manche 4.
| Rang | Athlète    | Nationalité      | Trou 18 |
| ---- | ---------- | ---------------- | ------- |
| 2    | Mone Inami | Japon            | 4       |
| 3    | Lydia Ko   | Nouvelle-Zélande | 5       |

## Médaillés
| Épreuves | Or                      | Argent               | Bronze                |
| -------- | ----------------------- | -------------------- | --------------------- |
| Hommes   | Xander Schauffele (USA) | Rory Sabbatini (SVK) | Pan Cheng-tsung (TPE) |
| Femmes   | Nelly Korda (USA)       | Mone Inami (JPN)     | Lydia Ko (NZL)        |

## Tableau des médailles
- Pays organisateur ( Japon)

| Rang  | Nation           | Or | Argent | Bronze | Total |
| ----- | ---------------- | -- | ------ | ------ | ----- |
| 1     | États-Unis       | 2  | 0      | 0      | 2     |
| 2     | Slovaquie        | 0  | 1      | 0      | 1     |
| 2     | Japon            | 0  | 1      | 0      | 1     |
| 4     | Nouvelle-Zélande | 0  | 0      | 1      | 1     |
| 4     | Taipei chinois   | 0  | 0      | 1      | 1     |
| Total | Total            | 2  | 2      | 2      | 6     |